# Лорм, Антони де
Антони де Лорм (нидерл. Anthonie de Lorme, Anthonius de Lorme, Anthonie Delorme, Anthonius Delorme, Anthonie de l'Orme, Anthonie del Orme, Anthonius de l'Orme, Anthonius del Orm; 1610 или между 1600 и 1605, Турне — 1673, Роттердам) — голландский живописец, один из малых голландцев. Мастер небольших картин с изображениями интерьеров существующих или воображаемых церквей. Родившись в испанских Нидерландах, он провёл всю свою жизнь в Голландской республике. Представитель позднего периода «Золотого века голландской живописи» Он регулярно сотрудничал с живописцами Антони Паламедесом и Людольфом де Йонгом, которые писали фигуры в его картинах.

## Биография
Де Лорм родился в Турне, испанские Нидерланды, в семье маклера Августейна Делорма (умер до 1628 года) и Мари Бегин (умерла в 1644 году). Его родители поженились в 1588 году в Антверпене. С 1612 года семья де Лорм проживала в Роттердаме.
Неясно, у какого мастера де Лорм изучал «Перспективаперспективную живопись»: у малоизвестного Яна ван дер Вухта или у более известного Бартоломеуса ван Бассена, но его владение способами построения архитектурной перспективы безупречно. В источниках того времени упоминается, что он был учеником Яна ван дер Вухта.
Однако такая информация подвергается сомнению. Ян ван дер Вухт родился в 1603 году, в то время как де Лорм родился около 1610 года или даже, согласно некоторым источникам, раньше, около 1605 года. Это означало бы, что оба художника были примерно одного возраста, что делает маловероятными отношения мастера и ученика, хотя два художника были знакомы друг с другом.
Возможно, ван дер Вухт и де Лорм познакомились, когда они были учениками ван Бассена в Делфте примерно в одно и то же время. Это объясняет сходство между их произведениями. Самая ранняя из известных датированных картин де Лорма от 1638 года (частное собрание) показывает влияние ван Бассена. Следующая известная датированная работа от 1641 года (Кунстхалле, Гамбург) более похожа на ван дер Вухта, который умер уже в 1637 году.
Антони де Лорм был активен и в 1627 году. Он женился в Роттердаме 12 мая 1647 года на Мартье Флорис ван дер Верф (умерла в 1671 году). Он жил на Ботерслооте в центре Роттердама. В 1649 году составил завещание. В завещании заявил, в частности, что у него был магазин, где продавалось белье, чулки, свечи, ленты. Он скончался в Роттердаме и был похоронен в июне 1673 года.

## Галерея

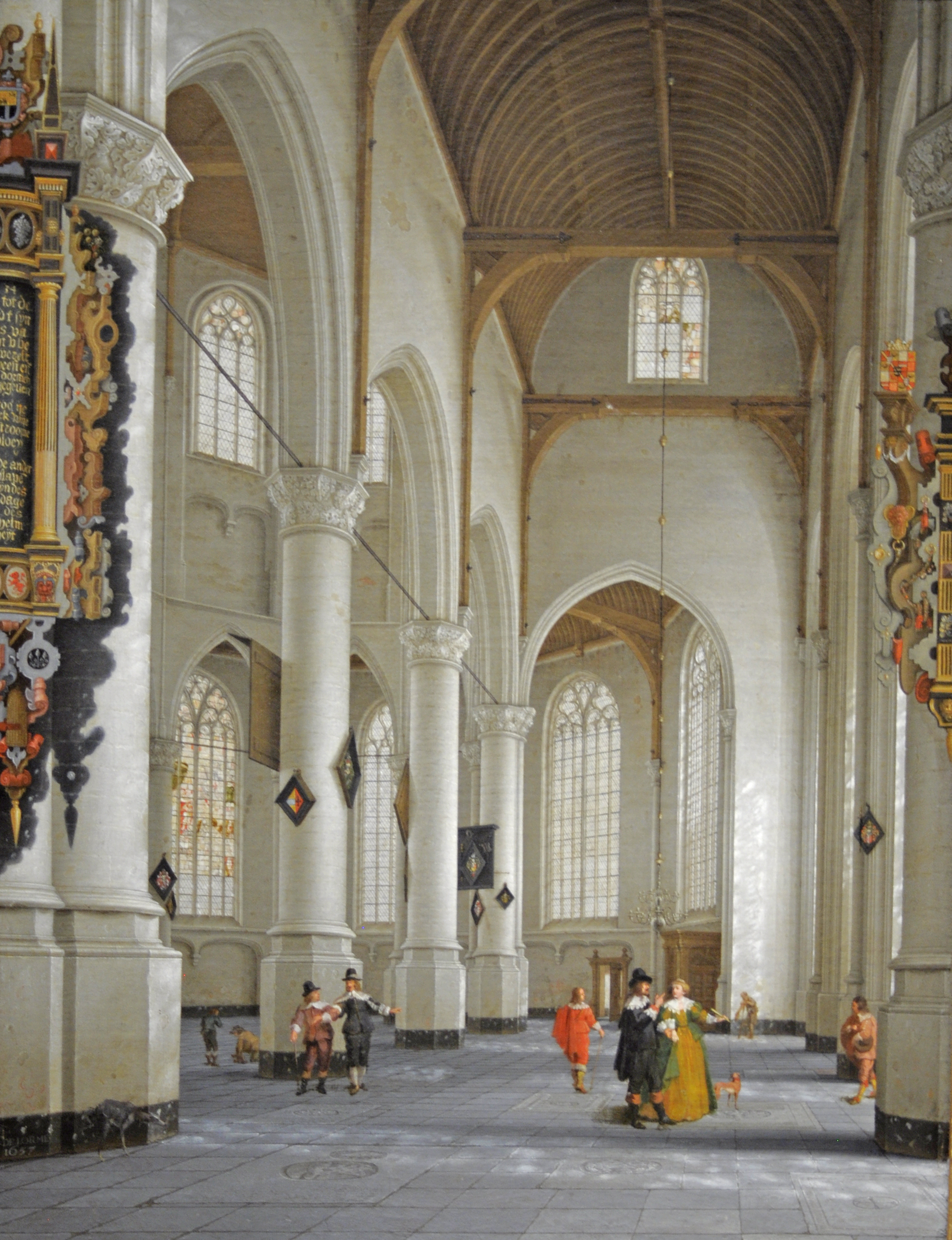
Интерьер церкви Святого Лаврентия в Роттердаме. Ок. 1647. Холст, масло. Музей изобразительных искусств Вирджинии, Ричмонд, США
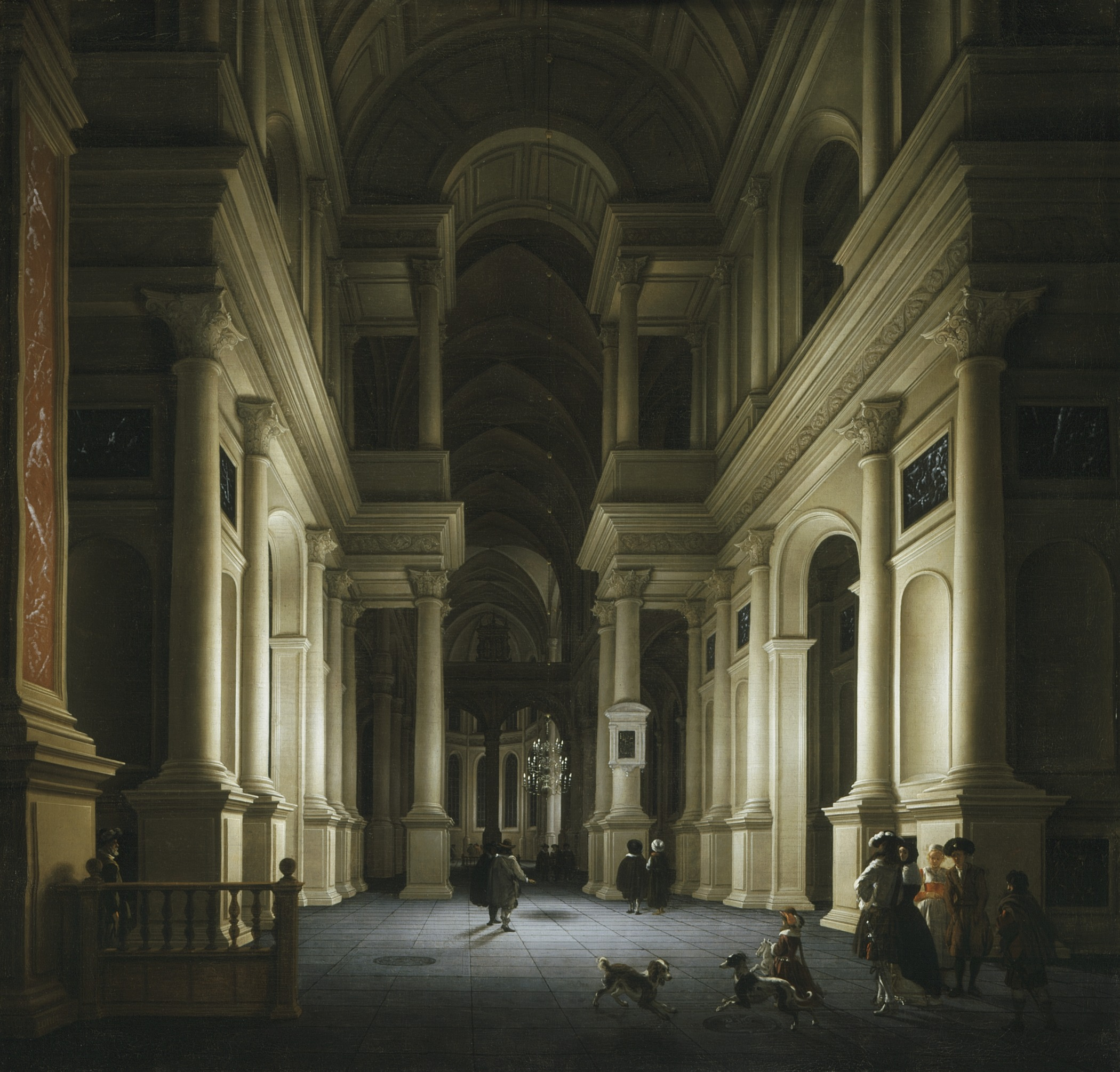
Интерьер церкви ночью. 1660. Холст, масло. Музей искусств округа Лос-Анджелес, Калифорния, США
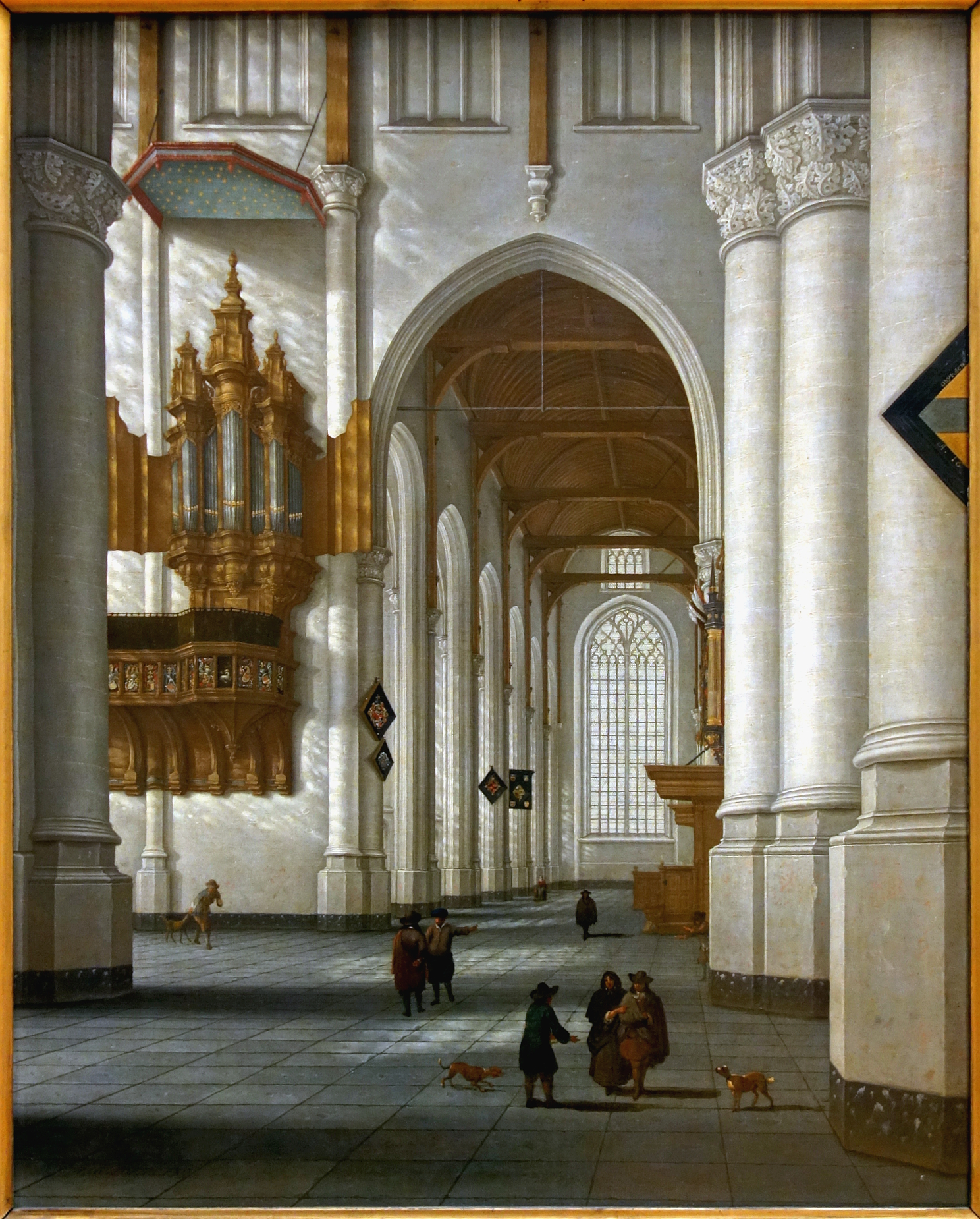
Интерьер церкви Святого Лаврентия в Роттердаме. 1669. Холст, масло. Дворец изящных искусств, Лилль, Франция
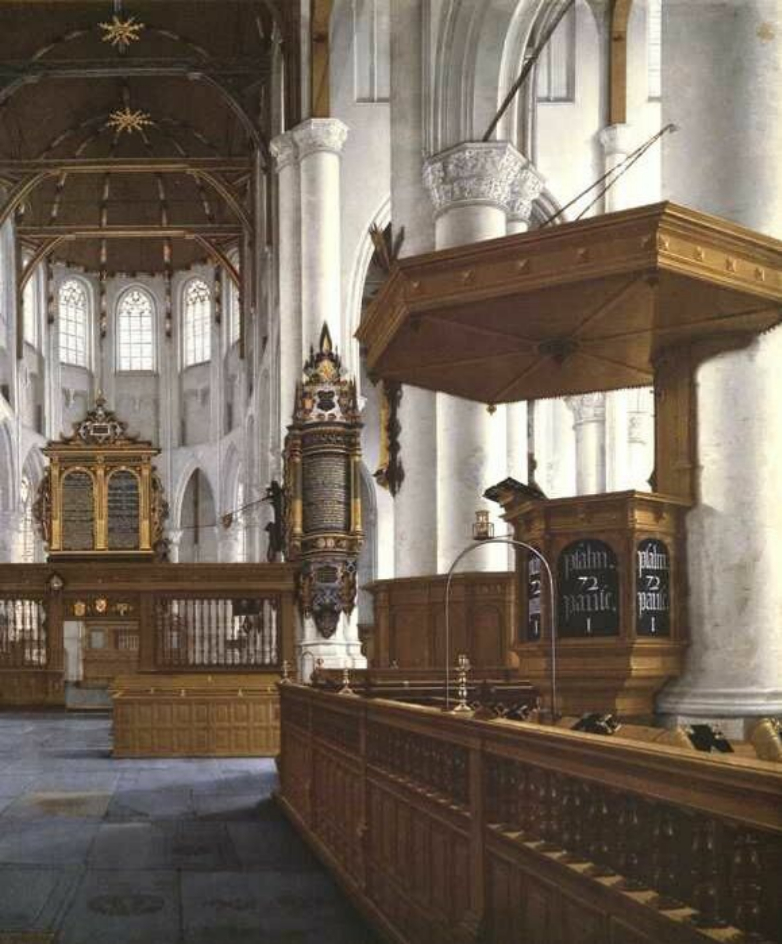
Вид церкви Святого Лаврентия в Роттердаме. 1655. Холст, масло. Музей Роттердама
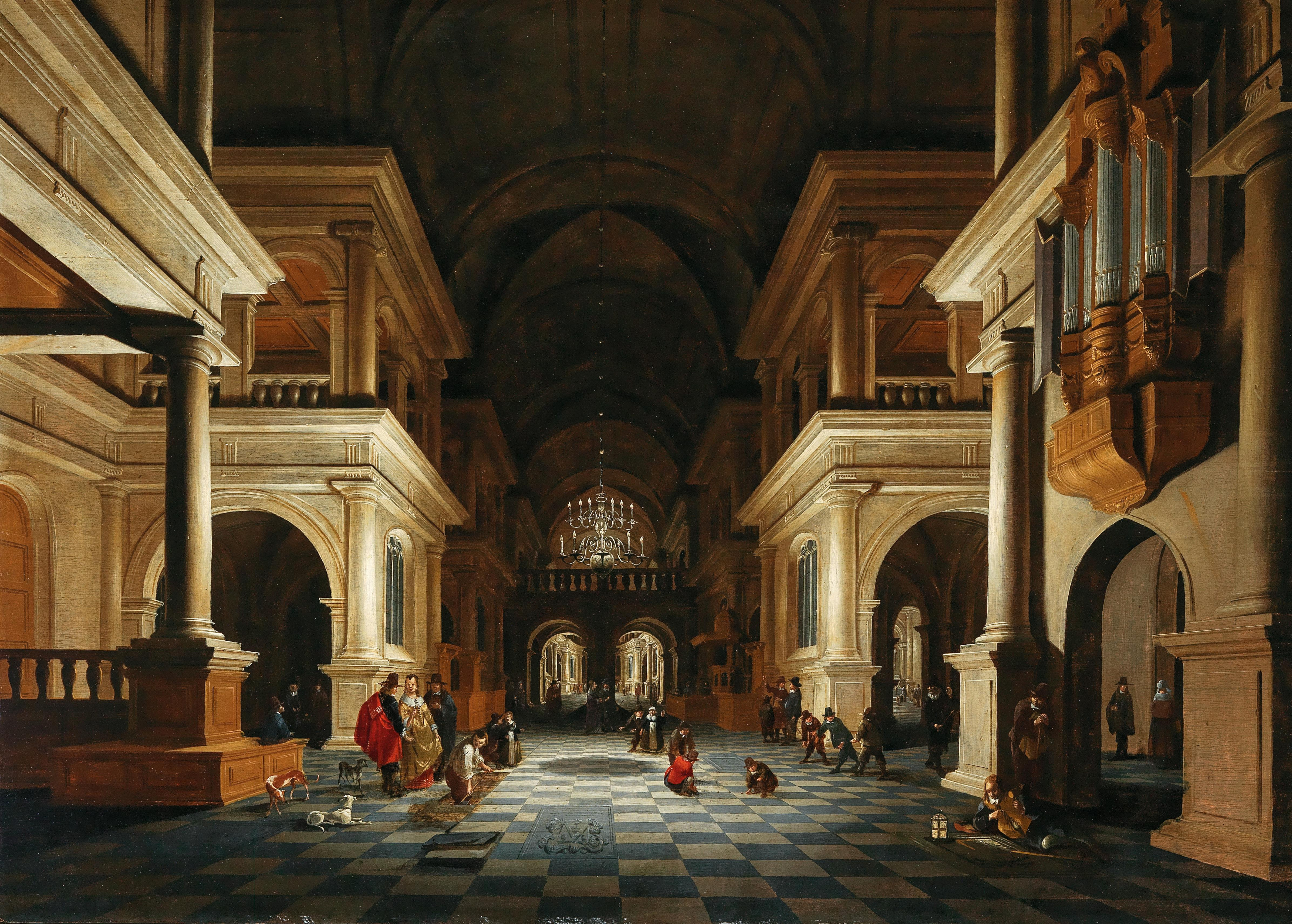
Церковный интерьер с изящными фигурами. 1632. Дерево, масло. Частное собрание